# مينورو موشيزوكي
مينورو موشيزوكي باليابانية:望月 稔 ولد مينورو في 7 أبريل 1907 في شيزوكا وتوفي في 30 مايو 2003 في إيكس أون بروفانس في فرنسا) كان متخصص في فنون الدفاع عن النفس اليابانية. حصل خلال مسيرته على 10 درجات أيكيدو، 9 درجات الجو جيتسو، و 8 درجات في الإيايدو، الجودو و كوبيدو وأخيرا 5 درجات كندو، الكاراتيه وجو جيتسو . التلميذ المباشر ل جيغورو كانو مؤسس الجودو، و موريهيه أويشيبا مؤسس الايكيدو وغيشن فوناكوشي مؤسس الكاراتيه شوتوكان. و والد هيرو موتشيزوكي.